# Tipula profdrassi
Tipula profdrassi är en tvåvingeart som beskrevs av Günther Theischinger 1980. Tipula profdrassi ingår i släktet Tipula och familjen storharkrankar. Inga underarter finns listade i Catalogue of Life.